# Ferdinand Nathanael Staaff
Ferdinand Nathanael Staaff, född den 7 juli 1823 i Stockholm, död den 19 november 1887 i Paris, var en svensk militär, son Pehr Staaff, bror till Pehr och Albert Wilhelm Staaff. 
Staaff blev 1840 student vid Uppsala universitet och ingick därefter som volontär vid Svea artilleriregemente, där han befordrades till major 1878, från vilken befattning han erhöll avsked 1881. Samtidigt blev han, efter att 1853 ha utnämnts till generalstabsofficer, i armén befordrad 1862 till major, 1867 till överstelöjtnant
och 1876 till överste. 1850-62 var Staaff lärare vid krigsskolan på Karlberg och förordnades 1862 till militärattaché i Paris. 
Staaff ägnade sig även åt studiet av franska litteraturen och utgav bland annat ett med fin smak och vidsträckt beläsenhet verkställt "Urval ur franska litteraturen" (2 delar, 1859-64). Det utgavs i Paris i omarbetad och utvidgad form under titeln La littérature francaise depuis la formation de la langue jusqu'à nos jours. Lectures choisies (I-III; 5:e upplagan 1873-77), åtnjöt på sin tid mycken popularitet i Frankrike och har ännu stort värde som antologi.